# Green Creek (Viktorialand)
Koordinaten: 77° 37′ S, 163° 4′ O
Der Green Creek ist ein 1 km langer glazialer Schmelzwasserfluss im ostantarktischen Viktorialand. Im Taylor Valley fließt er vom unteren Ende des Kanada-Gletschers in nordöstlicher Richtung zum südwestlichen Ende des Fryxellsees, den er unmittelbar östlich des Bowles Creek erreicht.
Seine Benennung erhielt er auf Vorschlag der US-amerikanischen Hydrologin Diane Marie McKnight, Leiterin der Mannschaft des United States Geological Survey (USGS), welche zwischen 1987 und 1994 das Flusssystem des Fryxellsees untersuchte. Namensgeber ist William J. Green von der Miami University in Oxford, Ohio, der von 1980 bis 1980 am Onyx River sowie von 1982 bis 1983 am Fryxellsee, am Hoaresee und ihren Zuflüssen geochemische Untersuchungen durchführte.